# Diócesis de Goya
La diócesis de Goya (en latín: Dioecesis Goyanensis) es una circunscripción eclesiástica de la Iglesia católica en Argentina. Se trata de una diócesis latina, sufragánea de la arquidiócesis de Corrientes. Desde el 24 de septiembre de 2015 su obispo es Adolfo Ramón Canecín.

## Territorio y organización

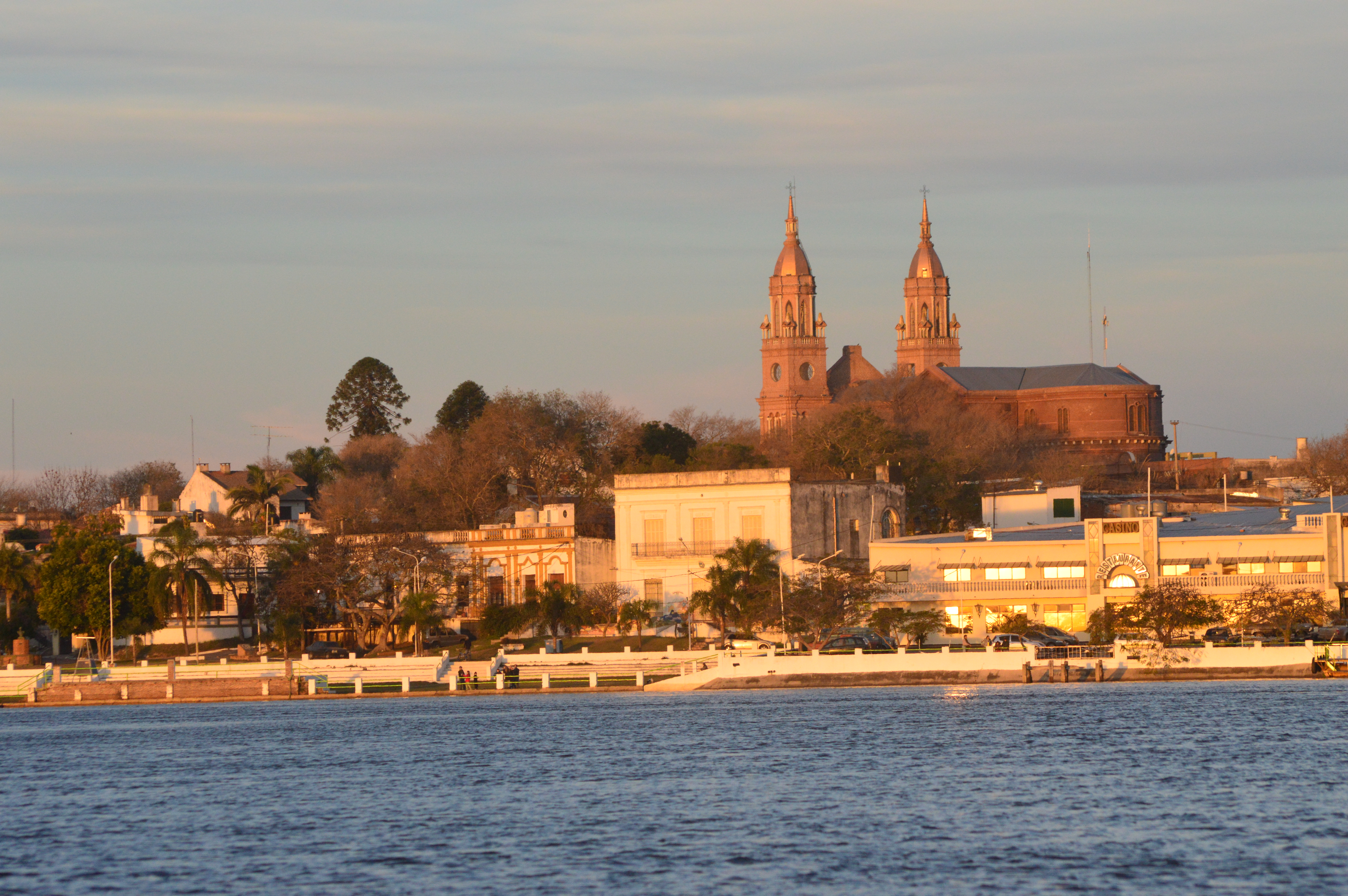
Iglesia de Esquina

La diócesis tiene 33 603 km² y extiende su jurisdicción sobre los fieles católicos de rito latino residentes en la provincia de Corrientes en los departamentos de: Curuzú Cuatiá, Esquina, Goya, Lavalle, Mercedes, Monte Caseros y Sauce.

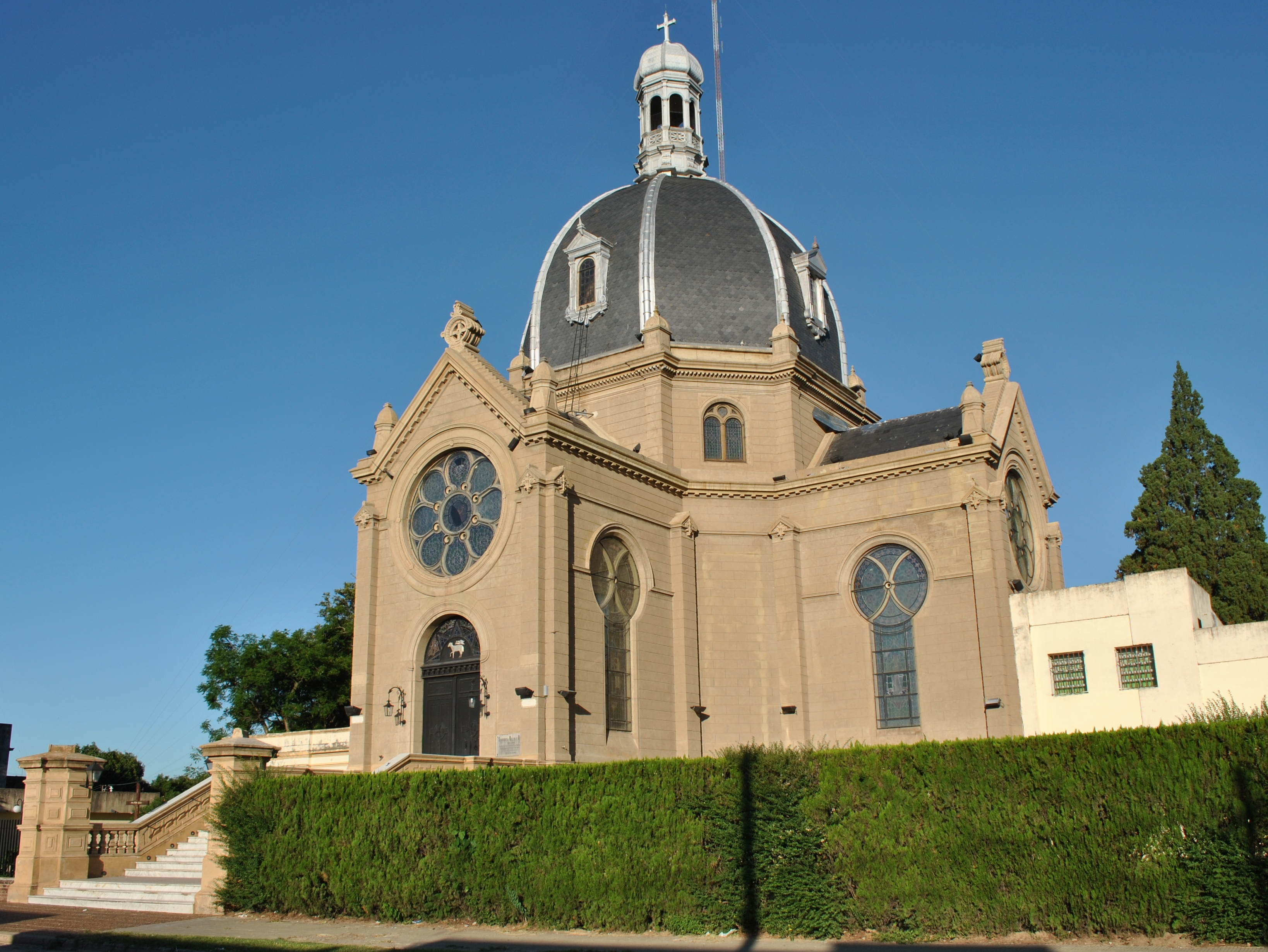
Parroquia San Roque y San Jacinto, en Goya

La sede de la diócesis se encuentra en la ciudad de Goya, en donde se halla la Catedral de Nuestra Señora del Rosario.
En 2021 en la diócesis existían 23 parroquias agrupadas en 2 decanatos: Paraná (comprende las parroquias de los departamentos de Lavalle, Goya y Esquina) y Uruguay (comprende las parroquias de los departamentos de Mercedes, Curuzú Cuatiá, Monte Caseros y Sauce).

## Historia
La diócesis fue erigida el 10 de abril de 1961 con la bula Quotiens amplo del papa Juan XXIII, obteniendo el territorio de la diócesis de Corrientes, la cual fue simultáneamente elevada al rango de arquidiócesis metropolitana. Su primer obispo fue Alberto Devoto.

A dioecesi Corrientensi totum territorium distrahimus in quo « Departamentos », quos vocant, exstant qui vulgato nomine vocantur: Goya, Lavalle, Esquina, Sauce, Curuzu-Quatiá, Mercedes, Monte Caseros, Paso de los Libres et San Martín, atque ex iisdem novam constituimus dioecesim Goyanensem appellandam, atque finibus terminandam quibus « Departamentos » quos diximus in praesens çinguntur. Nova igitur dioecesis confinis erit: ad septemtriones dioecesi Corrientensi, ad orientem solem dioecesi Corrientensi et flumini vulgo Uruguay cognominato, ad meridiem archidioecesi Paranensi et dioecesi Foroconcordianae, ad occidentem denique solem flumini vulgo Paraná cognominato et dioecesi Corrientensi. Statuimus insuper ut nova Goyanensis dioecesis uti suffraganea subdatur Corrientensi Ecclesiae, quam hoc ipso die per apostolicas sub plumbo litteras ad dignitatem metrópolis eveximus, cuius Archiepiscopo Goyanensis Praesul ad iuris normam obnoxius sit; utque praeterea idem sacrorum Antistes sedem ac domicilium in urbe vulgo Goya cognominata collocet, cathedram vero pontificalis magisterii in templo ibi exstante Deo in honorem B. M. V. a Ssmo Rosario dicato, quod ad gradum et dignitatem cathedralis aedis tollimus.
Parte de la bula Quotiens amplo

El 29 de diciembre de 1961 Juan XXIII declaró a la Santísima Virgen María de Itatí (Nuestra Señora de Itatí) como patrona principal de la diócesis.
El 3 de julio de 1979 cedió una parte de su territorio para la erección de la diócesis de Santo Tomé mediante la bula Romani est Pontificis del papa Juan Pablo II.
La diócesis de Goya presenta características en común con otras diócesis del noreste argentino creadas a fines de la década de 1950 y comienzos de la década de 1960 (diócesis de Reconquista, Formosa, Posadas, y San Roque de Presidencia Roque Sáenz Peña) con las que comparte desafíos en común como la lucha contra la pobreza mediante el desarrollo de una «pastoral de conjunto».

## Estadísticas
Según el Anuario Pontificio 2022 la diócesis tenía a fines de 2021 un total de 262 900 fieles bautizados.
| Año                                                                             | Población            | Población | Población      | Sacerdotes | Sacerdotes    | Sacerdotes    | Bautizados por sacerdote | Diáconos permanentes | Religiosos | Religiosos | Parroquias |
| Año                                                                             | Bautizados católicos | Total     | % de católicos | Total      | Clero secular | Clero regular | Bautizados por sacerdote | Diáconos permanentes | Varones    | Mujeres    | Parroquias |
| ------------------------------------------------------------------------------- | -------------------- | --------- | -------------- | ---------- | ------------- | ------------- | ------------------------ | -------------------- | ---------- | ---------- | ---------- |
| 1965                                                                            | 280 000              | 281 000   | 99.6           | 32         | 22            | 10            | 8750                     |                      | 11         | 68         | 15         |
| 1970                                                                            | 260 000              | 300 000   | 86.7           | 37         | 24            | 13            | 7027                     |                      | 18         | 95         | 19         |
| 1976                                                                            | 220 000              | 240 800   | 91.4           | 41         | 27            | 14            | 5365                     |                      | 15         | 95         | 19         |
| 1980                                                                            | 187 623              | 204 471   | 91.8           | 31         | 20            | 11            | 6052                     |                      | 13         | 84         | 19         |
| 1990                                                                            | 252 000              | 265 000   | 95.1           | 37         | 27            | 10            | 6810                     |                      | 10         | 35         | 18         |
| 1999                                                                            | 254 000              | 268 000   | 94.8           | 40         | 29            | 11            | 6350                     |                      | 13         | 57         | 23         |
| 2000                                                                            | 212 898              | 236 322   | 90.1           | 41         | 30            | 11            | 5192                     |                      | 11         | 49         | 15         |
| 2001                                                                            | 212 898              | 236 322   | 90.1           | 40         | 29            | 11            | 5322                     |                      | 13         | 54         | 15         |
| 2002                                                                            | 212 898              | 236 322   | 90.1           | 38         | 27            | 11            | 5602                     |                      | 14         | 53         | 15         |
| 2003                                                                            | 212 898              | 236 322   | 90.1           | 40         | 29            | 11            | 5322                     |                      | 12         | 53         | 15         |
| 2004                                                                            | 212 898              | 236 322   | 90.1           | 40         | 29            | 11            | 5322                     |                      | 12         | 53         | 15         |
| 2006                                                                            | 244 000              | 270 000   | 90.4           | 40         | 32            | 8             | 6100                     | 6                    | 9          | 54         | 15         |
| 2011                                                                            | 283 000              | 307 500   | 92.0           | 48         | 36            | 12            | 5895                     | 13                   | 13         | 38         | 25         |
| 2016                                                                            | 281 000              | 305 300   | 92.0           | 44         | 32            | 12            | 6386                     | 20                   | 13         | 38         | 24         |
| 2019                                                                            | 258 000              | 279 941   | 92.2           | 39         | 30            | 9             | 6615                     | 23                   | 10         | 23         | 23         |
| 2021                                                                            | 262 900              | 285 250   | 92.2           | 33         | 24            | 9             | 7966                     | 23                   | 10         | 23         | 23         |
| Fuente: Catholic-Hierarchy, que a su vez toma los datos del Anuario Pontificio. |                      |           |                |            |               |               |                          |                      |            |            |            |

## Episcopologio
- Alberto Pascual Devoto † (12 de junio de 1961-29 de julio de 1984 falleció)
- Luis Teodorico Stöckler (21 de noviembre de 1985-25 de febrero de 2002 nombrado obispo de Quilmes)
- Ricardo Oscar Faifer (10 de octubre de 2002-24 de septiembre de 2015 retirado)
- Adolfo Ramón Canecín, por sucesión el 24 de septiembre de 2015